# Libya Montes

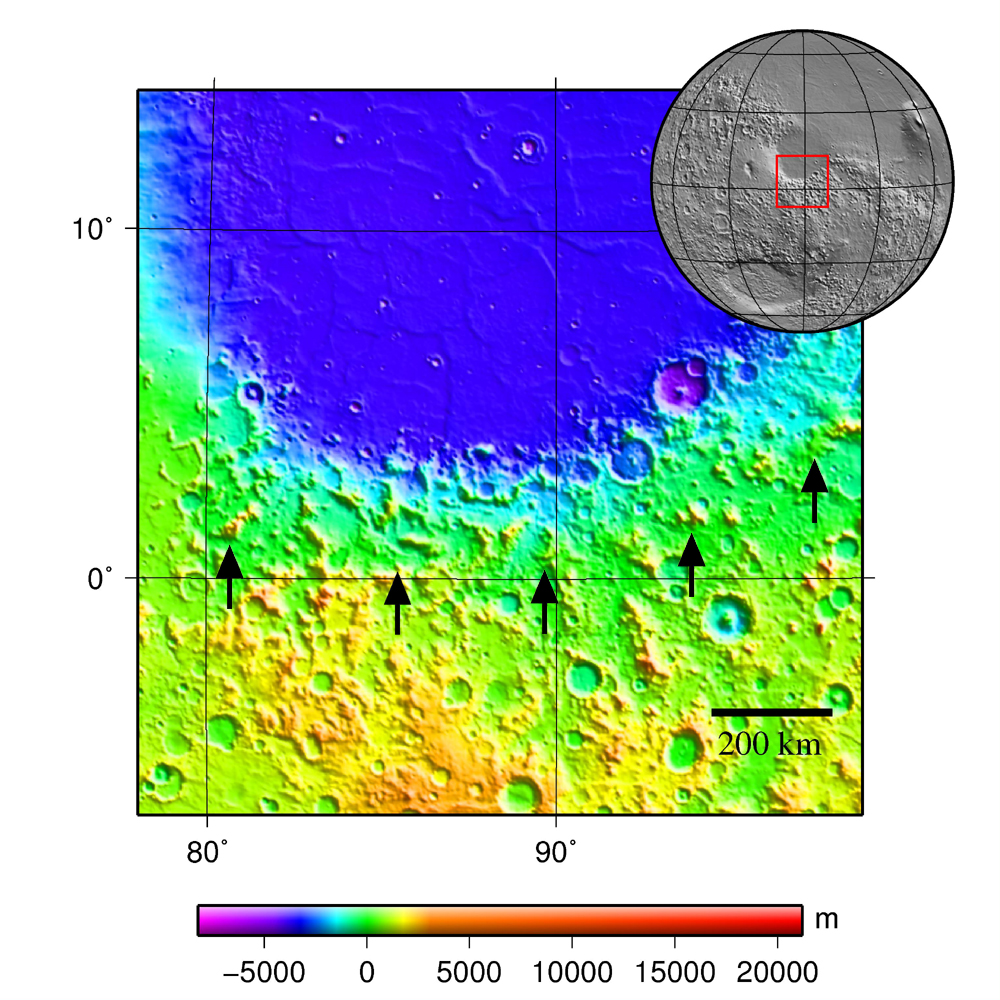
Libya Montes

Libya Montes est un arc montagneux situé sur Mars en bordure méridionale du bassin d'impact d'Isidis Planitia, dans les quadrangles de Syrtis Major et d'Amenthes. Cette formation s'étend sur 1 170 km, centrée sur 2,7° N et 88,9° E, longeant Tyrrhena Terra.
Très érodée, cette région pourrait receler des roches parmi les plus anciennes accessibles à la surface de Mars, la formation du bassin d'Isidis remontant elle-même au Noachien, bien que les terrains constituant actuellement cette plaine datent de l'Amazonien et soient par conséquent bien plus récents.